# ズデンカ・ス・ポジェブラト
ズデンカ（ゼデナ）・ス・ポジェブラト（チェコ語: Zdenka(Zedena) z Poděbrad, 1449年11月14日 - 1510年2月1日）は、ボヘミア王イジーの娘で、ザクセン公アルブレヒト3世（勇敢公）の妃。ドイツ語名はジドーニエ・フォン・ベーメン（独:Sidonie von Böhmen）。

## 生涯
ズデンカはボヘミアのフス派貴族の領袖イジー・ス・ポジェブラトと、その最初の妻クンフタ・ゼ・シュテルンベルカの間の末娘として生まれた。双子の片割れとして生まれ、母クンフタはこの時の難産で亡くなった。双子の姉カテジナは、ハンガリー王マーチャーシュ1世と結婚した。父は1458年にボヘミア王に選出されると、娘達の政略結婚の相手を探し始めた。1459年11月11日、ズデンカとザクセン選帝侯フリードリヒ2世の息子アルブレヒト勇敢公の婚約が成立し、2人は1464年5月11日に結婚した。結婚から半年後、夫アルブレヒトが父の後を継いでザクセン公となったのに伴い、ズデンカもザクセン公爵夫人となった。
ズデンカは実家がフス派でありながら非常に敬虔なカトリック信徒で、争いごとをひどく嫌い、夫がフローニンゲンやフリースラントに遠征を行った時には同行することを拒んだ。夫と一時的に別居している間、ズデンカはアルブレヒツブルクで子供達を育てた。1500年に夫が死ぬとズデンカはザクセン宮廷を退き、1510年に亡くなるまでタラントで余生を送った。

## 子女
夫との間に9人の子女をもうけたが、成長したのは以下の4人だけである。
- カタリーナ（1468年 - 1524年） - 1484年に前方オーストリア大公ジークムントと結婚、1497年にブラウンシュヴァイク＝カレンベルク＝ゲッティンゲン公エーリヒ1世と再婚
- ゲオルク（1471年 - 1539年） - ザクセン公
- ハインリヒ4世（1473年 - 1541年） - ザクセン公
- フリードリヒ（1473年 - 1510年） - ドイツ騎士団総長